# Playa Blanca
 (février 2017).
Si vous disposez d'ouvrages ou d'articles de référence ou si vous connaissez des sites web de qualité traitant du thème abordé ici, merci de compléter l'article en donnant les références utiles à sa vérifiabilité et en les liant à la section « Notes et références ».
Playa Blanca est la station balnéaire la plus méridionale de l'île de Lanzarote dans l'archipel des îles Canaries. Elle fait partie de la commune de Yaiza.

## Situation
Playa Blanca est située à 15 km de Yaiza, à 35 km de l'aéroport et à 40 km d'Arrecife. Plusieurs liaisons maritimes quotidiennes sont assurées avec le port de Corralejo sur l'île de Fuerteventura que l'on aperçoit en face.
Playa Blanca s'étend du phare de Punta Pechiguera (à l'extrémité sud-ouest de Lanzarote) jusqu'aux plages de Papagayo soit sur une bonne dizaine de kilomètres. La station se trouve au sud du massif désertique des Ajaches (altitude 560 m.) et de la plaine aride de Los Rostros et au pied du volcan de la Montaña Roja (altitude 194 m.).

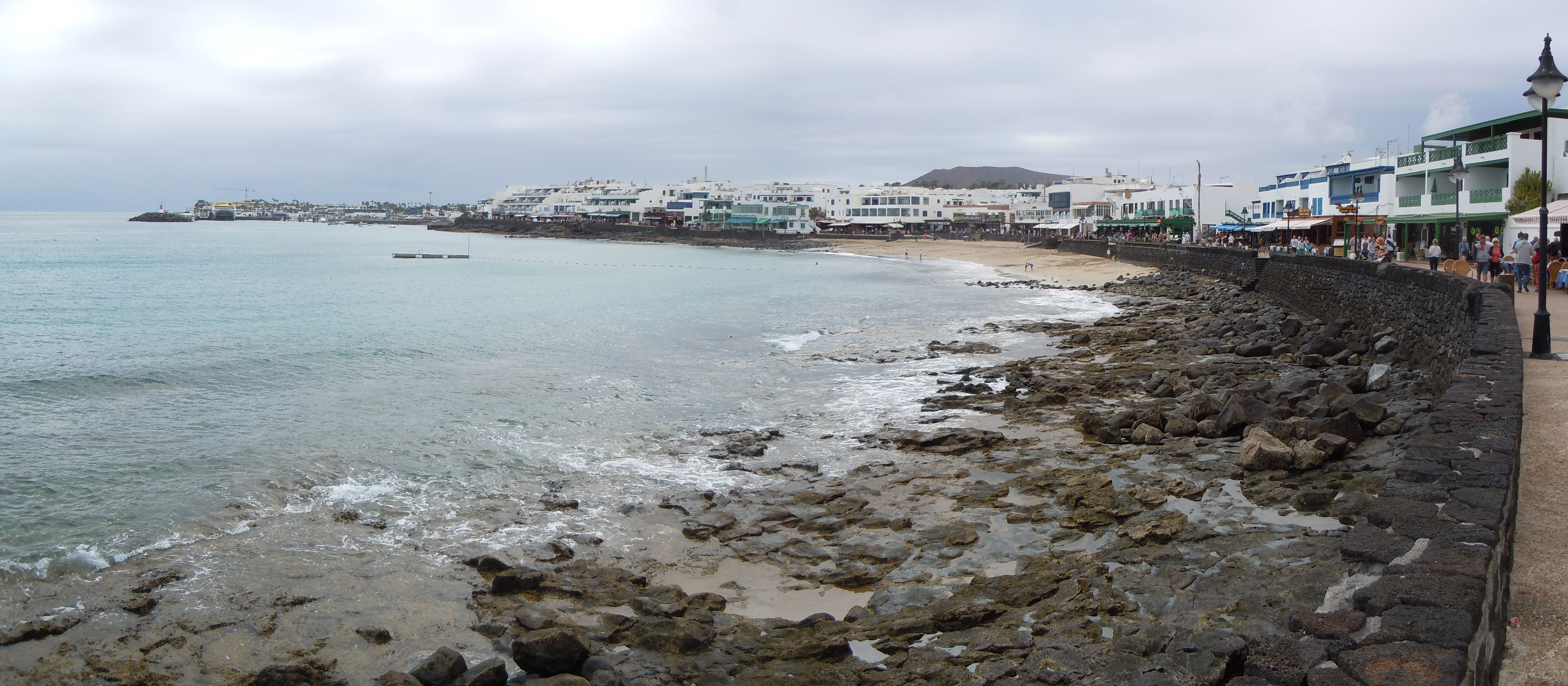
Vue de la plage, Avenida Maritima
Vue de Playa Blanca depuis la Montaña Roja

## Tourisme
Avec Puerto del Carmen et Costa Teguise, Playa Blanca fait partie du trio des stations touristiques les plus populaires de Lanzarote. Elle est la plus récente et la plus moderne et son expansion est la plus forte de l'île. En 2007, la station comptait 7956 habitants.
On trouve dans la localité le Castillo de las Coloradas, une tour de guet construite entre 1741 et 1744 à côté de la Marina Rubicon où se situe aussi le Turismo Nautico Deportivo (tourisme nautique sportif) ainsi que le marché hebdomadaire.
La station offre de nombreuses possibilités d'hébergement (hôtels de toutes catégories, appartements, bungalows) de commerces, cafés et restaurants, une digue piétonnière et plusieurs plages (Playas de la Montaña Roja, Flamingo, Blanca, Dorada ainsi que les six magnifiques plages de Papagayo à l'est).
Le climat serein tout au long de l'année fait de Playa Blanca une station balnéaire prisée en toute saison.
La plage de Papagayo est l'une des plus célèbres plages de l'île, elle est située sur le site naturel classé Monument naturel de Los Ajaches.

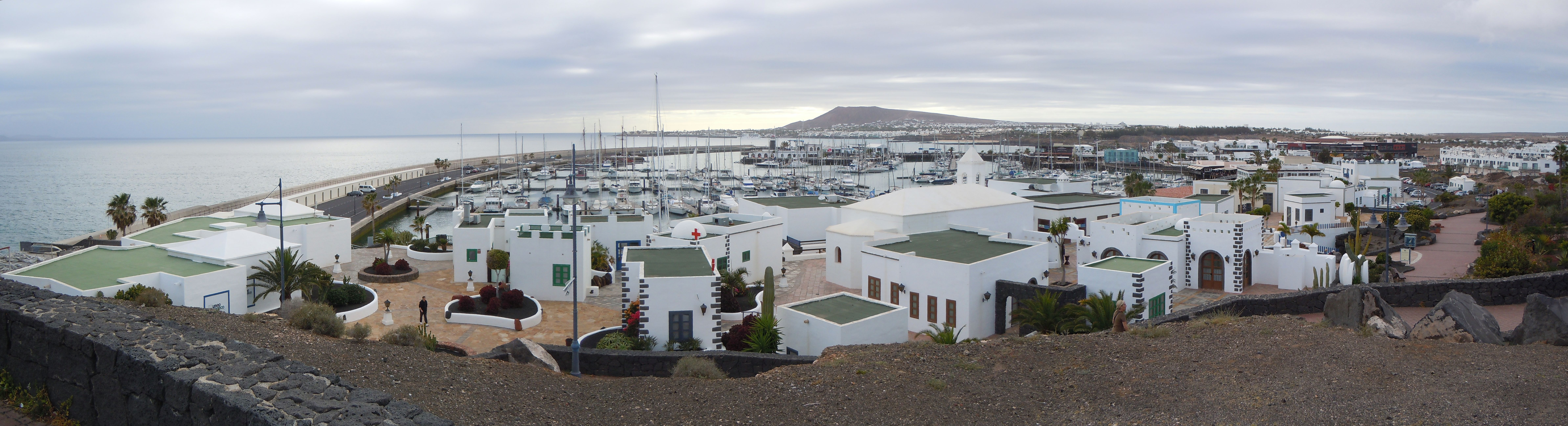
Port de plaisance
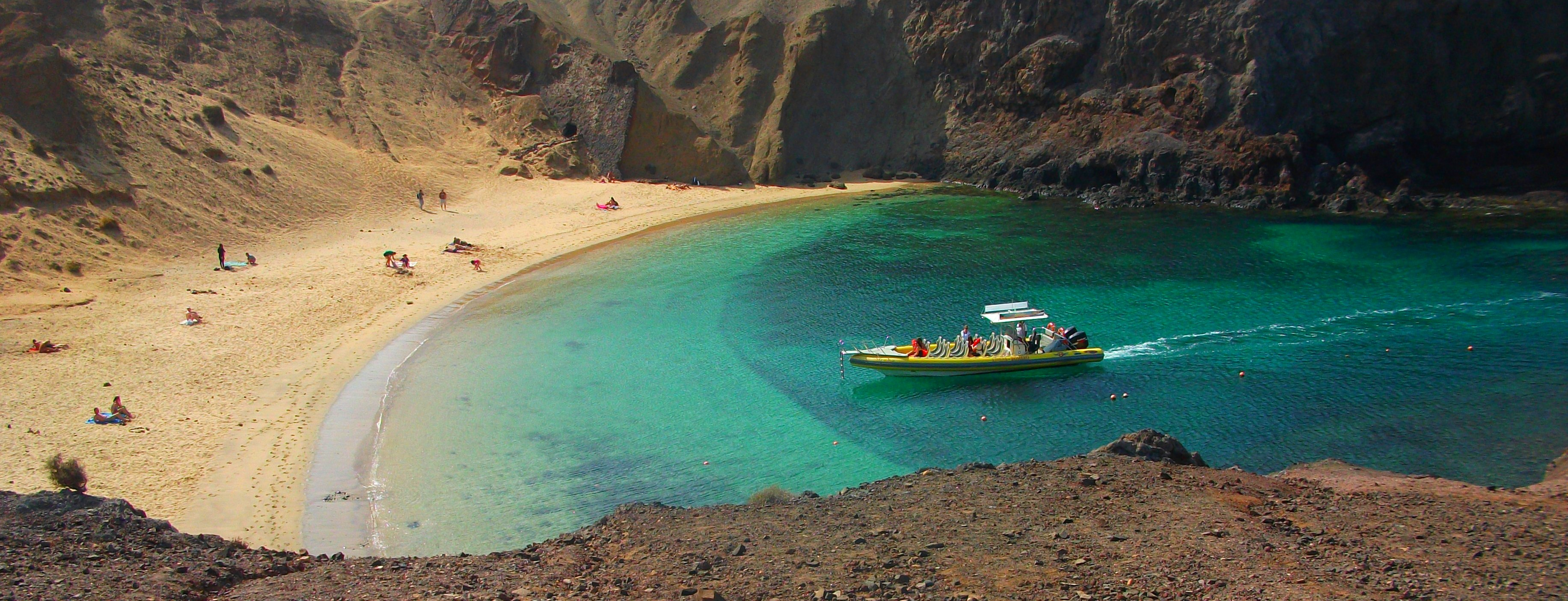
Plage de Papagayo